# 姜人杰
姜人杰（1948年11月23日—2011年7月19日），湖北大冶人，出生于江苏苏州吴江县（今吴江区）震泽镇。中华人民共和国政治人物。

## 生平
1964年10月参加工作，1974年6月加入中国共产党。
2001年2月至2004年8月任苏州市副市长，分管城建、交通、房产开发等13个领域。同时兼任苏州城市建设投资发展有限公司董事长及苏州市高速公路建设指挥部总指挥。
2008年10月24日，因挪用公款罪、受贿罪，被南京市中级人民法院判处死刑、剥夺政治权利终身。2011年7月19日被执行死刑，终年62岁。